# ORP Ustka
ORP Ustka – okręt polskiej Marynarki Wojennej, kuter rakietowy radzieckiego projektu 205 (według nomenklatury NATO: typ Osa I). Nosił numer burtowy 428.

## Historia
Został zbudowany w Stoczni Rzecznej w Rybińsku na terenie byłego Związku Socjalistycznych Republik Radzieckich. Był ósmym z trzynastu okrętów tego typu w Polsce. Do służby w 3 dywizjonie kutrów torpedowych 3 Brygady Kutrów Torpedowych w Gdyni wszedł 30 września 1968 roku. Miał numer burtowy 428, a imię nosił od miasta Ustki. Od 1971 roku znajdował się kolejno w składzie 1 dywizjonu Kutrów Rakietowo-Torpedowych, 1 dywizjonu Okrętów Rakietowych i 31 dywizjonu Okrętów Rakietowych w 3 Flotylli Okrętów w Gdyni. W dniach 4–26 maja 1983 roku okręt wziął udział w wielkich ćwiczeniach sił Marynarki Wojennej o kryptonimie Reda-83. Ostatni raz opuścił banderę 2 października 2000 roku. 

## Dowódcy
- kpt. mar. Marian Kurek (1968–?) pierwszy dowódca okrętu
- kpt. mar, Wacław Król (?-1984)
- Kpt. mar. Marian Wodzyński (1984-?)
- por. mar. Jarosław Skrzyszewski (1990–1991)

## Dane taktyczno-techniczne
- Wyporność
  - standardowa: 171,0 t
  - maksymalna: 220,5 t
- Długość: 38,5 m
- Szerokość: 7,6 m
- Prędkość maksymalna: 40 w
- Zasięg: 800 Mm
- Autonomiczność: 5 dób
- Wielkość załogi: 30 osób